# Rechasim
Rechasim (hebr. רכסים; arab. ريخاس) – samorząd lokalny położony w dystrykcie Hajfa, w Izraelu.
Miasteczko jest położone na zboczach góry Karmel, na południowy wschód od Hajfy.

## Historia
Miasto powstało w 1952.

## Demografia
Zgodnie z danymi Izraelskiego Centrum Danych Statystycznych w 2006 roku w osadzie żyło 8,6 tys. mieszkańców.
Populacja osady pod względem wieku (dane z 2006):
| Wiek (w latach) | Procent populacji w % |
| --------------- | --------------------- |
| 0-4             | 15,8%                 |
| 5-9             | 14,5%                 |
| 10-14           | 13,3%                 |
| 15-19           | 10,8%                 |
| 20-29           | 14,5%                 |
| 30-44           | 14,9%                 |
| 45-59           | 10,4%                 |
| ponad 60        | 5,8%                  |

Źródło danych: Central Bureau of Statistics.